# 山本耀司
山本耀司（日语：／ Yamamoto Yōji，1943年10月3日—），是一位活跃于东京和巴黎的具有影响力的日本时装设计师。他被評比为一位媲美法國時裝設計師玛德琳·薇欧奈（Madeleine Vionnet）的大师级裁缝，并以其融合日本设计美学的前卫剪裁方式而闻名。而他的設計一向以黑色美學為宗旨，亦偏好追逐身體與布料之間的空間感。
他获得的奖项包括法蘭西藝術與文學勳章、紫綬褒章、法国的法国国家功绩勳章、英国的皇家工业设计师以及国际时装集团的the Master of Design。
2019年，山本耀司於香港K11 MUSEA開設旗艦店，此乃自80年代後於香港的分店結業後，時隔二十年再一次於香港開設主線專門店。

## 早年生活
山本耀司出生于东京，1966年从庆应义塾大学法學部毕业。毕业后他选择到东京的文化服装学院深造，并于1969年取得时装设计学位。

## 设计师生涯
山本耀司于1981年在巴黎出道。在1983年纽约时报对他的一个访问中，他谈到了自己的设计，“我认为女士穿我的男装看起来和穿我的女装一样好看…当我开始设计的时候，我希望为女士制作男装。”  最近他阐释道：“当1977开始为我的品牌Y’s制作服装的时候，我唯一想要的就是让女士穿上男装。我对为女士设计外衣感到雀跃。这对我有着特殊的意义 – 保护和包裹女性躯体的外衣。我希望保护女性的躯体 –也许离开男人的目光，也许避开冷风。”
他在商业上取得成功的主线，Yohji Yamamoto （women/men）以及Y's，在东京都特别受欢迎。这两条线也在纽约，巴黎，安特卫普的旗舰店以及世界各地的高端服装店发售。其他的品牌线包括了Pour Homme, Costume d'Homme, 以及即将推出的diffusion line。2007年山本耀司的两条主线年销售额平均超过了100万美元。
山本耀司以其服装中的前卫精神而闻名。他经常推出与潮流大相径庭的设计，其标志性的不合比例的黑色剪影常被应用在不同质地的布料上。
山本耀司的设计同时亦因为他与其他时装品牌的合作而为消费者熟悉，包括（Y-3）、愛馬仕、御木本（Mikimoto）以及Mandarina Duck；他也和不同的艺人歌手合作，例如蒂娜·特纳、艾尔顿·约翰、Placebo、北野武、碧娜·鮑許以及海纳·穆勒。
继梅森·马丁·马吉拉后，他于2005年被《A MAGAZINE curated by》杂志邀请为第二期杂志做策展。
财务经理的失误使得山本耀司的品牌在2009年负上了6500万美元的债务。他对此十分愤怒，并于2009年到2010年重组公司。日本私人资本公司Integral Corp负责了重组工作。到了2010年11月，公司成功摆脱了债务并避免了破产的危机。
2018年8月，山本耀司為時尚雜誌《GQ Japan》十月號拍攝封面，而外界對今次封面表示驚喜。

## 家庭生活
山本耀司的女儿，山本里美也跟随父亲踏上了时装之路。她于2000年东京时装周出道，并继续在东京发展到2007年。2007年她首次在巴黎获得认可。她的品牌是LIMI feu。

## 时装理念
2008年，山本耀司设立了山本耀司和平基金，用以资助中国时装产业的发展并缓解中日两国长期的紧张关系。 每年都会有一位新进的中国设计师获得两年的奖学金用以到日本或者欧洲的时装学院学习。同时，一位男模或者女模也会在巴黎的[prêt-à-porter]]季度被邀请到巴黎走秀。
山本耀司说：“他们（中国）一定有很多充满愤怒的年轻人。作为一个时装设计师或者艺术家，你必须要愤怒。” 2008年春季在北京登台的时候，他说：“这无关政治。我将要在这里开一个店，中国的人会来这里购物，然后他们会感到开心。真正的艺术就是令人开心的同时亦对社会提出疑问。”

## 荣誉

### 日本勋章奖章
- 紫绶褒章（2004年）

### 外国勋章奖章
- 艺术与文学指挥官勋章（法国文化部，2011年10月3日于巴黎文化部颁发[16]）

## 职业发展
- 1972 成立Y's公司。
- 1977 东京出道。
- 1981 巴黎出道，并推出品牌Yohji Yamamoto。
- 1984 成立Yohji Yamamoto公司。
- 1990 為三菱銀行設計員工制服。[17]
- 1991 為東海旅客鐵道（JR東海）設計員工制服。[17]
- 1996 和Red or Ded的创办人一起进行设计。
- 1995 为歌剧设计服装。
- 2002 Haute couture collection在巴黎展出，并和巴黎的时装用品店建立了关系。
- 2003 六本木之丘的Y's旗舰店开幕。
- 2003 Y-3正式推出。
- 2003 为在拉斯维加斯的 The Red Piano表演设计服装。
- 2014 为皇家马德里足球俱乐部设计第三球衣。

## 电影
- 《城市時裝速記（英语：Notebook on Cities and Clothes）》（1989）导演：
- Brother (2000) 导演：北野武
- Dolls (2002) 导演：北野武
- 座头市（2003）导演：北野武
- Yohji Yamamoto: This is My Dream (2011) 导演：Theo Stanley

## Y-3
Y-3成立于2002年，品牌包括男装、女装两条系列线。整体风格前卫、时尚。
品牌名字中Y代表山本耀司（Yohji Yamamoto），而3则代表Adidas三条线的品牌标志。
Y-3亦曾與日本國家足球隊及皇家馬德里足球俱樂部聯動推出球衣

。

## 流行文化
香港組合軟硬天師於1991年出版的歌曲《川保久齡大戰山本耀司》，乃反映資本主義下的消費主義，歌詞中除了提及山本的競爭對手川久保玲外，還提及多家時裝品牌。現實中山本耀司曾於1980年代在已清拆的中環太古大廈開設專門店，後來改由Joyce Boutique代理，時隔超過20年後，2019年大中華旗艦店正式落戶尖沙咀K11 MUSEA。